# Ronde van Tsjechië 2025
De zestiende editie van de wielerwedstrijd Ronde van Tsjechië vond plaats tussen 14 en 17 augustus 2025. De start was in Praag, de finish na vier etappes op de berg Pustevny. De wedstrijd maakte deel uit van de UCI Europe Tour, met de categorie 2.1. De Belg Junior Lecerf won de wedstrijd na twee dagen in de leiderstrui te hebben gereden, waarmee hij Marc Hirschi opvolgde als eindwinnaar.

## Etappe-overzicht
| Etappe | Datum       | Start     | Finish        | Type      | Afstand  | Winnaar       | Klassementsleider |
| ------ | ----------- | --------- | ------------- | --------- | -------- | ------------- | ----------------- |
| 1      | 14 augustus | Praag     | Karlsbad      | Heuvelrit | 163,2 km | Luke Lamperti | Luke Lamperti     |
| 2      | 15 augustus | Pardubice | Dlouhé Stráně | Bergrit   | 172,8 km | Junior Lecerf | Junior Lecerf     |
| 3      | 16 augustus | Prostějov | Ostrava       | Heuvelrit | 148,4 km | Liam Walsh    | Junior Lecerf     |
| 4      | 17 augustus | Kroměříž  | Pustevny      | Bergrit   | 179 km   | Jannis Peter  | Junior Lecerf     |

## Eindklassement
| Plaats    | Naam                | Ploeg                           | Tijd      |
| --------- | ------------------- | ------------------------------- | --------- |
| Gele trui | Junior Lecerf       | Soudal Quick-Step               | 15u55'41" |
| 2         | Cian Uijtdebroeks   | Visma \| Lease a Bike           | + 7"      |
| 3         | Alessandro Fancellu | UKYO                            | + 8"      |
| 4         | Jannis Peter        | Vorarlberg                      | + 26"     |
| 5         | Santiago Umba       | XDS Astana Dev.                 | + 36"     |
| 6         | Lorenzo Quartucci   | Solution Tech-Vini Fantini      | z.t.      |
| 7         | José Félix Parra    | Kern Pharma                     | + 42"     |
| 8         | Alexander Hajek     | Red Bull-BORA-hansgrohe Rookies | + 1'11"   |
| 9         | Lennart Jasch       | Red Bull-BORA-hansgrohe Rookies | + 1'12"   |
| 10        | Tijmen Graat        | Visma \| Lease a Bike           | + 1'18"   |

## Klassementsleiders na elke etappe
| Etappe 0     | Winnaar 0     | Algemeen klassement | Puntenklassement | Bergklassement | Jongerenklassement | Ploegenklassement 0             |
| ------------ | ------------- | ------------------- | ---------------- | -------------- | ------------------ | ------------------------------- |
| 1            | Luke Lamperti | Luke Lamperti       | Luke Lamperti    | Nicolò Garibbo | Davide Donati      | Soudal Quick-Step               |
| 2            | Junior Lecerf | Junior Lecerf       | Junior Lecerf    | Nicolò Garibbo | Cian Uijtdebroeks  | UKYO                            |
| 3            | Liam Walsh    | Junior Lecerf       | Luke Lamperti    | Nicolò Garibbo | Cian Uijtdebroeks  | UKYO                            |
| 4            | Jannis Peter  | Junior Lecerf       | Junior Lecerf    | Nicolò Garibbo | Cian Uijtdebroeks  | Red Bull-BORA-hansgrohe Rookies |
| 0Eindstanden | 0Eindstanden  | Junior Lecerf       | Junior Lecerf    | Nicolò Garibbo | Cian Uijtdebroeks  | Red Bull-BORA-hansgrohe Rookies |

1. ↑  De groene trui werd in de tweede etappe gedragen door Gleb Syritsa, die derde stond in het puntenklassement.
2. ↑  De groene trui werd in de derde etappe gedragen door Luke Lamperti, die tweede stond in het puntenklassement.

2010 · 2011 · 2012 · 2013 · 2014 · 2015 · 2016 · 2017 · 2018 · 2019 · 2020 · 2021 · 2022 · 2023 · 2024 · 2025